# Szkoła Leśna w Toruniu
Szkoła Leśna w Toruniu – centrum edukacji ekologiczno-przyrodniczej znajdujące się na Barbarce w Toruniu, powstałe w 2004 roku na mocy umowy pomiędzy Stowarzyszeniem „Tilia” a Prezydentem Miasta Torunia. Na podstawie innej umowy Gmina Toruń dzierżawi Stowarzyszeniu „Tilia” obszary o powierzchni 3,8 ha, określane jako Osada Leśna Barbarka. Na podstawie umowy Stowarzyszenie korzysta z terenu i budynków, zaś Gmina Miasta Toruń nie prowadzi ich utrzymania oraz kosztów remontów i renowacji obiektów w osadzie.